# Ole Qvist
Ole Qvist (25 febbraio 1950) è un ex calciatore danese, di ruolo portiere.
Ha un figlio, Lasse, anch'egli calciatore.

## Carriera

### Club
La sua carriera si svolse interamente nel Kjøbenhavns Boldklub, con cui giocò dal 1970 al 1987 vincendo due campionati danesi.

### Nazionale
Con la Danimarca vanta 39 presenze e la partecipazione al campionato d'Europa 1984 e al campionato del mondo 1986.

## Palmarès
- Campionato danese: 2

1974, 1980